# Massif des Maures
Pour les articles homonymes, voir Maure et Maures.

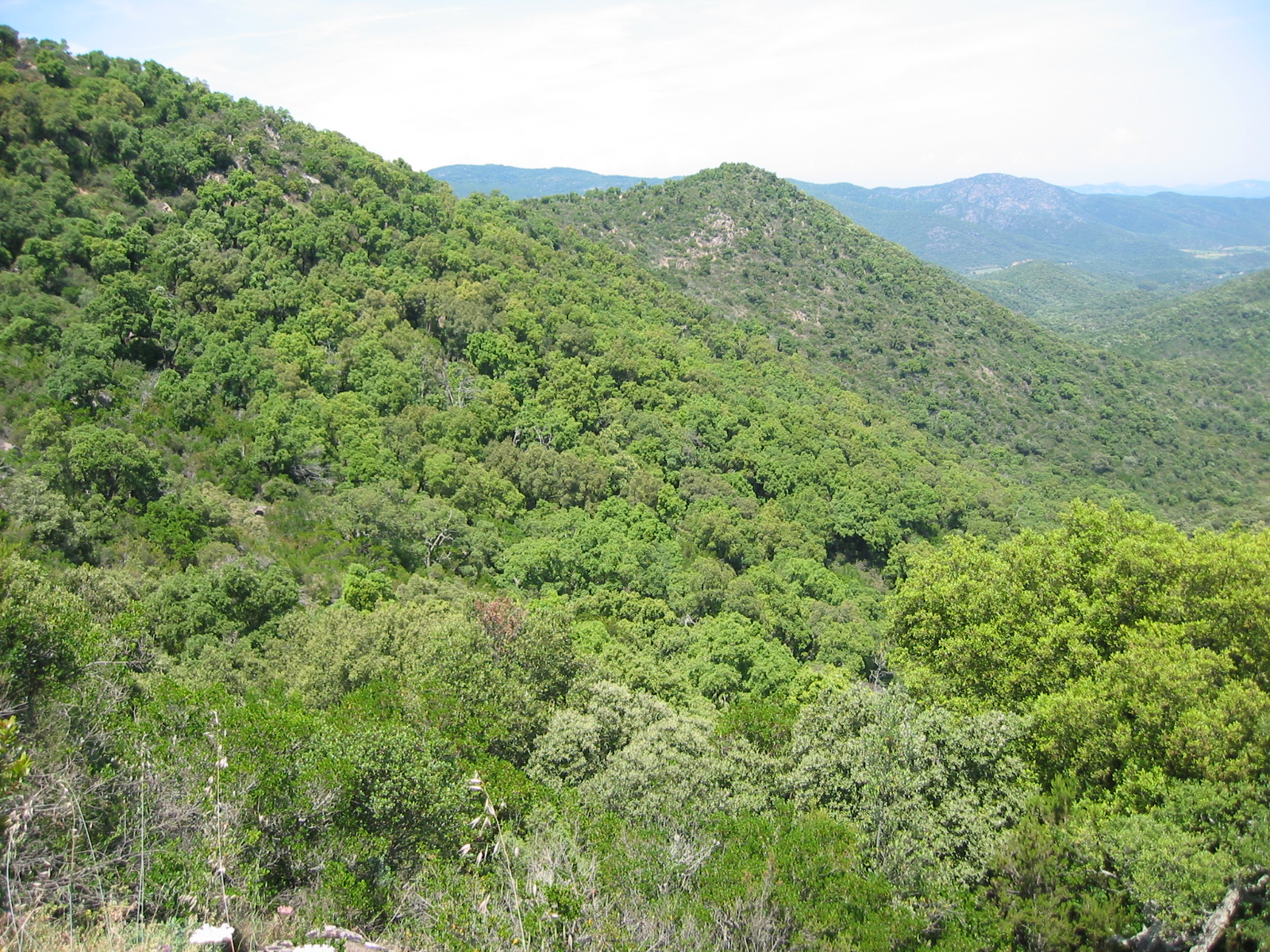
Le massif au mois de juillet.

Le massif des Maures est une petite chaîne de montagnes du sud de la France, située dans le département du Var, entre Hyères et Fréjus. C'est une des régions naturelles de France. Son point culminant, le signal de la Sauvette, atteint 776 m.

## Toponymie
Le nom du massif est attesté sous les formes Montem Maurum en 888, de Maura en 1409, la Maura en 1529, las Mauras de Bormettas au XVIe siècle.
Les toponymistes s'accordent sur le sens originel de cet oronyme, c'est-à-dire celui de « montagne noire », à l'instar de la montagne Noire (Occitanie) et des montagnes Noires (Bretagne). D'abord employé au singulier pour désigner une « hauteur déterminée », il a ensuite été utilisé au pluriel en référence à l'ensemble du massif,. En effet, le nom du massif est attesté d'abord au singulier Montem Maurum, en 888, et la Maura encore en 1529, c'est-à-dire « mont noir » en latin, puis « la Noire » en provençal. Il n'apparaît au pluriel que tardivement dans l'expression las Mauras de Bormettas au XVIe siècle en provençal.
La substantivation de l'adjectif est fréquente en toponymie, ainsi le Doubs (anciennement Dubis, c'est-à-dire « le ou la Noir(e) », du gaulois dubus, dubis « noir »). Le radical maur- qui signifie « brun, foncé, sombre » est commun au provençal (mauro, maura) comme au français (ancien français mor- : 1re moitié du XIIIe siècle : mor « brun foncé » chez Chrétien de Troyes, Erec et Enide, éd. W. Foerster, 2545 ;  en 1573 : cheval teste de more « cheval d'un poil rouan, dont la tête et les extrémités sont noires », Dupuys, loc. cit.). Frédéric Mistral précise en outre que le toponyme Mauro (Mauras) signifie « sombre, obscur ». Ainsi, on peut observer dans la toponymie française des Montmaur, Montmort, qui ne doivent rien aux Maures, et des anthroponymes Maurel, Morin, etc. Il remonte à l'étymon latin maurus « noir comme un Maure »,. On peut penser à une allusion à l'aspect noir des forêts de pins qui recouvrent le massif à certains endroits, du moins avec certaines conditions atmosphériques, ou encore à une référence à la couleur sombre de ses roches cristallines, qui offre un contraste avec la couleur des roches calcaires du reste de la Provence.
Certains historiens croyaient que l'élément Maures se réfèrerait à la présence sarrasine au nord des Pyrénées, aux VIIIe et IXe siècles,. Cependant la forme latine initiale devrait être *Montem Maurorum « montagne des Maures », en outre la montagne est qualifiée régulièrement de la Maura « la Maure », c'est-à-dire au féminin singulier, jusque tardivement.
Concernant la langue régionale, le massif porte un nom en provençal : lei Mauras selon la norme classique ou lei Mauro selon la norme mistralienne.

## Géographie

### Situation et dimensions
Entièrement compris dans le département du Var, le massif des Maures s'étend, selon une direction dominante O./S.O. - E./N.E. (direction des principales lignes de crête), entre les villes d'Hyères et de Fréjus, sur une distance d'une soixantaine de kilomètres. Sa plus grande largeur dépasse légèrement trente kilomètres. À son extrémité sud-ouest, il est bordé par la plaine alluviale du Gapeau ; à son extrémité nord-est, la plaine de l'Argens le sépare du massif de l'Esterel. Du côté nord, de Toulon à Fréjus, il est ceinturé par la plaine des Maures, qu'empruntent les routes nationales 97 et 7 ainsi que la voie ferrée Toulon-Nice. Au sud, le massif plonge dans la Méditerranée, formant une côte découpée et souvent abrupte,.

### Les grandes lignes de la structure géographique: unité et diversité

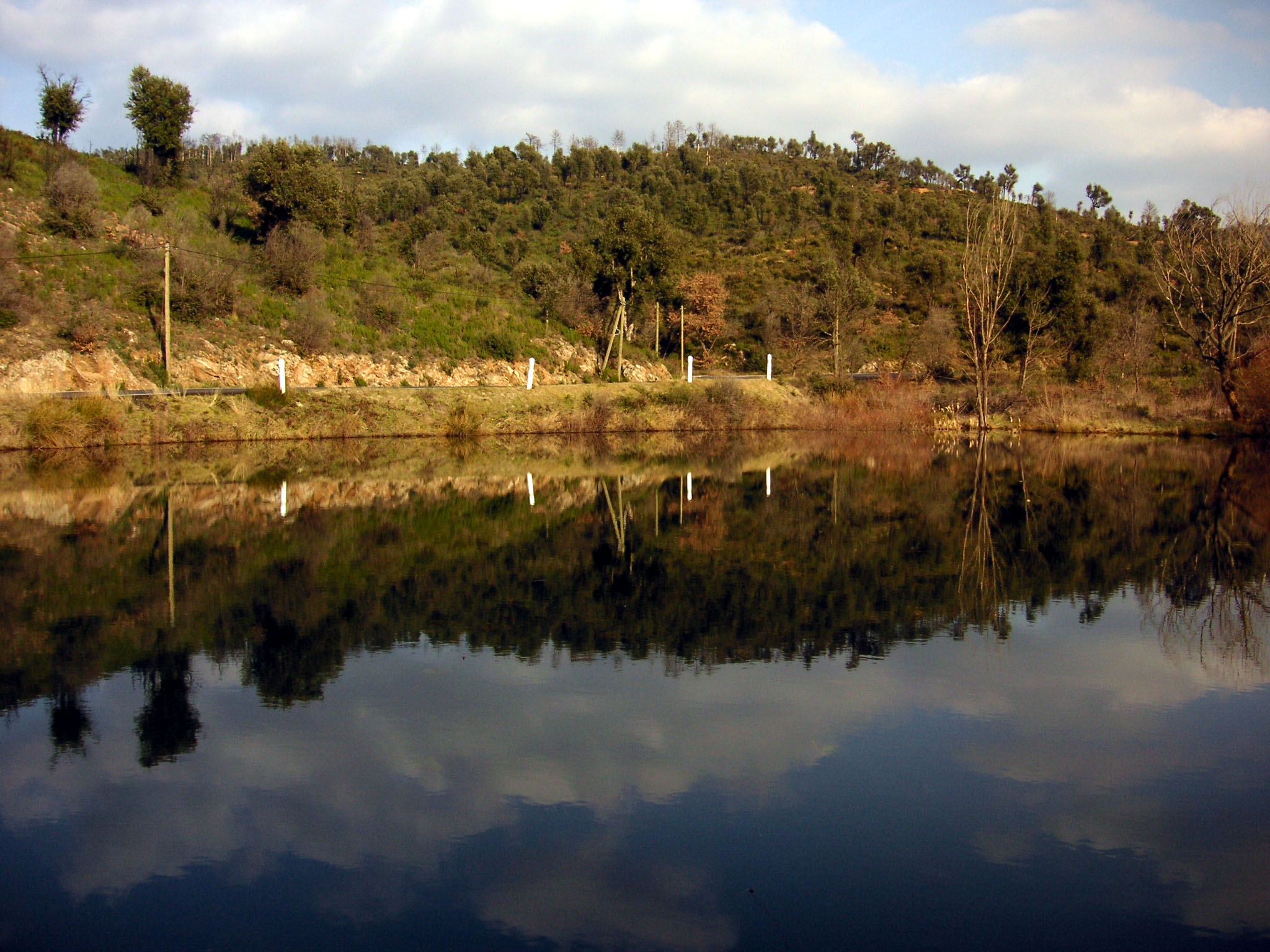
Rivière au cœur des Maures.

Dans le détail, la géographie du massif est complexe. Néanmoins, il s'ordonne selon trois principales lignes de crête, orientées O./S.O. -E./N.E., et dont les altitudes maximales décroissent du nord au sud. La crête la plus au nord porte à son extrémité ouest les points culminants du massif : sommets du signal de la Sauvette (776 m) et de Notre-Dame-des-Anges (768 m). Plus au sud, une crête intermédiaire culmine à 648 m non loin de la Chartreuse de la Verne. Enfin, le chaînon littoral atteint seulement 528 m au-dessus de Cavalaire-sur-Mer.
La presqu'île de Saint-Tropez appartient géographiquement et géologiquement au massif, de même que la presqu'île de Giens et que les îles d'Hyères (Porquerolles, Port-Cros, île du Levant). La zone du cap Sicié, à l'ouest de Toulon, ainsi qu'au nord-est le massif du Tanneron (516 m), font aussi partie, d'un point de vue géologique, de l'ensemble des Maures.
Le massif des Maures englobe aussi des zones basses : tombolo de Giens, plaine alluviale d'Hyères/La Londe-les-Maures, baie de Cavalaire, plaine alluviale de la Giscle, entre Cogolin et Sainte-Maxime.
Chacune de ces zones s'individualise par une série de particularités. Cependant, la configuration géographique, l'histoire géologique, la très grande parenté des écosystèmes confèrent à l'ensemble une très forte unité.

### Les difficultés du relief
En raison des difficultés du relief (pentes escarpées, enserrant des vallons profonds, sinueux et resserrés), le massif des Maures est resté longtemps — et reste encore aujourd'hui en grande partie — une région difficile d'accès et peu habitée (d'autant que les terres cultivables et les points d'eau sont rares). Les routes importantes, très fréquentées, s'écartent de la partie centrale, la plus accidentée : nationale 98 reliant Hyères à Fréjus par Bormes-les-Mimosas, La Môle, Cogolin et Sainte-Maxime, route littorale par Le Lavandou et Cavalaire-sur-Mer ; départementale 558 reliant Saint-Tropez à la plaine des Maures par La Garde-Freinet, village le plus élevé du massif ; départementale 25 reliant Sainte-Maxime à la région de Draguignan par le col de Gratteloup (228 m). En dehors de ces quatre axes principaux, qui permettent notamment l'accès au golfe et à la presqu'île de Saint-Tropez, la plupart des autres routes normalement ouvertes à la circulation sont de petites routes de montagne étroites et sinueuses. Un grand nombre de voies de communication, même goudronnées - telle la route des crêtes Marc-Robert entre La Garde-Freinet et Notre-Dame-des-Anges - sont des pistes de défense contre les incendies (pistes DFCI), interdites en principe à la circulation des véhicules (interdiction formelle sous peine de forte amende pendant une grande partie de l'été).

### La répartition de l'habitat
L'intérieur du massif ne compte que quelques villages (Collobrières, La Môle, La Garde-Freinet, Le Plan-de-la-Tour, Gassin, Ramatuelle) et quelques hameaux comme La Mourre, près de la Garde-Freinet ou Saint-Guillaume près de Collobrières. La plupart des localités se sont implantées sur le pourtour du massif (Pierrefeu-du-Var, Gonfaron). Certaines, comme Les Mayons ou Collobrières, ont su conserver leur cachet ancien. Du côté du littoral, les agglomérations - Bormes-les-Mimosas, Le Lavandou, Cavalaire-sur-Mer, Saint-Tropez, Sainte-Maxime, etc. - se sont beaucoup étendues et les pentes qui les dominent se couvrent de villas.

## Géologie

### Nature et répartition des roches

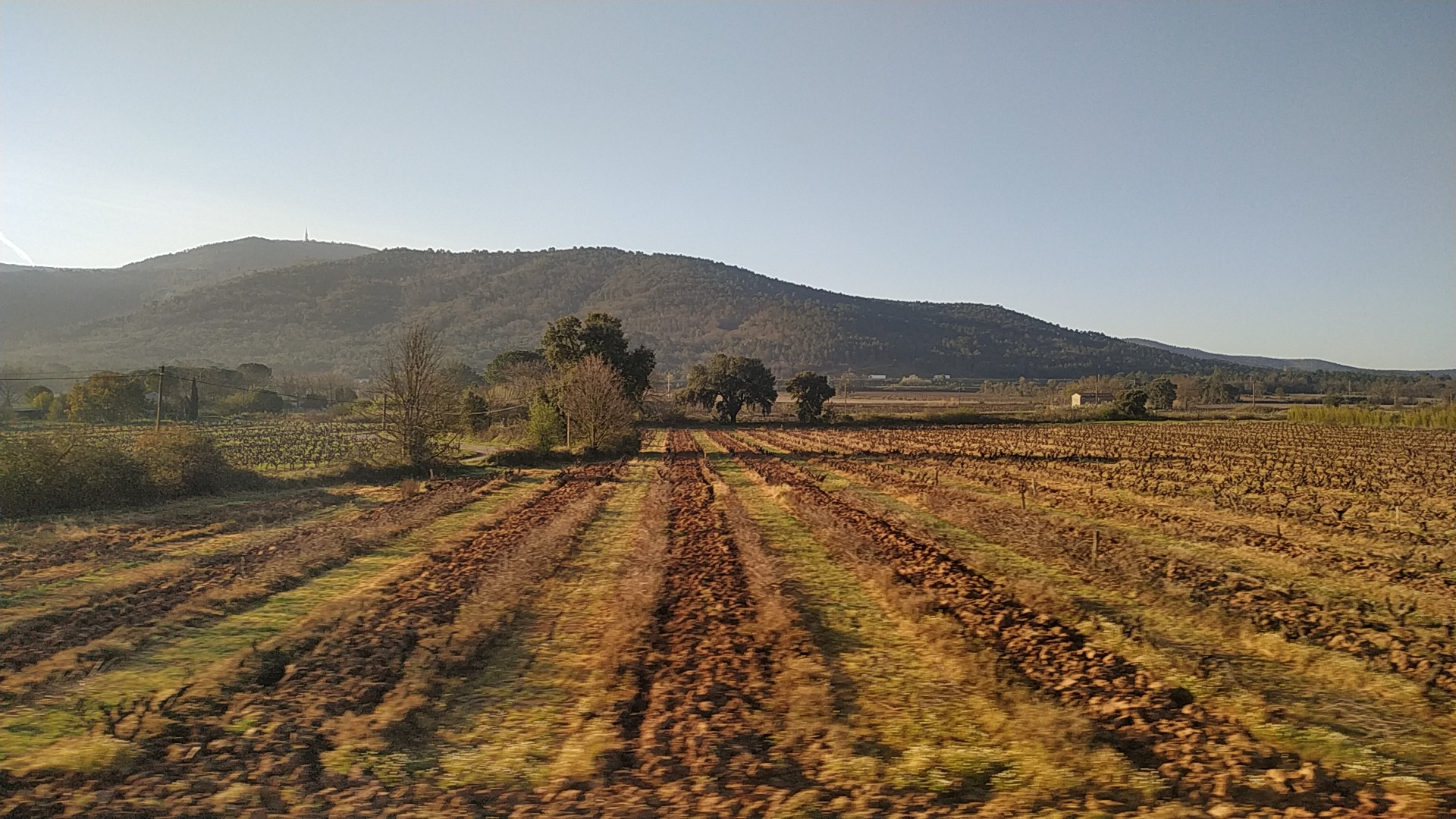
Massif des Maures vu depuis Gonfaron, dans la plaine des Maures.

Pour l'essentiel, les roches du massif des Maures sont des roches très anciennes formées entre la fin du Protérozoïque et la fin du Paléozoïque. Il s'agit de roches cristallophylliennes et cristallines. On observe d'ouest en est un degré croissant de métamorphisme. Deux grandes zones peuvent être distinguées, de part et d'autre d'un accident majeur, d'orientation nord-sud : il s'agit de la faille qui, des environs de Pennafort (au nord de la dépression permienne), passe aux abords de Plan-de-la-Tour pour atteindre la Méditerranée à proximité de Grimaud. À l'ouest de cet accident se développent des terrains faiblement ou moyennement métamorphiques ; on distingue d'ouest en est des phyllades, puis des schistes et quartzites, puis des micaschistes, puis des micaschistes à minéraux où s'intercale une bande N-S à gneiss dominants (unité de Bormes). À l'est du même accident se développent des terrains très fortement métamorphisés, jusqu'à un début de fusion (anatexie) : migmatites et anatexites (partie du massif située à l'est de la route départementale 25 Sainte-Maxime/Le Muy ; presqu'île de Saint-Tropez ; massif du Tanneron).
Dans la région de Plan-de-la-Tour se développe une zone de granites intrusifs datés de 335 à 313 Ma (Carbonifère moyen), antérieurs à l'accident Pennafort-Bormes, qui les recoupe, et postérieurs aux séries métamorphiques, que ces granites recoupent. Cette zone s'allonge du sud au nord sur une distance d'environ 16 kilomètres, et sur une largeur maximale de 5 kilomètres. Dans son prolongement, de l'autre côté de la dépression permienne, on retrouve ces granites, dans la région de Pennafort.
Toujours à proximité de Plan-de-la-Tour, se développe, sur le bord ouest de l'accident Pennafort-Grimaud, une bande de terrains datant de la fin du Carbonifère (Stéphanien). Ces terrains se sont déposés dans un bassin d'effondrement dû à l'accident, qui leur est donc antérieur. Ils trouvent au nord-est leur prolongement dans le bassin du Reyran, au contact du massif du Tanneron.
Il faut signaler d'autres accidents importants, d'orientation O-E cette fois (ou plus souvent OSO-ENE) : faille de Roquebrune-sur-Argens, séparant le granite de Plan-de-la-Tour des terrains permiens; accident Notre-Dame-des-Anges / la Garde-Freinet (chevauchement du métamorphique sur la dépression permienne) ; accidents Pierrefeu-Collobrières-Cogolin et Hyères-La Môle, décalant les bandes successives de terrains métamorphiques répertoriées plus haut.

### Datations
Dans la partie ouest du massif, on relève d'ouest en est les datations suivantes :
- la découverte de graptolites (seuls fossiles trouvés à ce jour dans le massif) dans les phyllades du Fenouillet (près d'Hyères) date ces roches de la base du Silurien (environ 430 Ma) ;
- les amphibolites et leptynites de Collobrières sont datées de 498 +/- 12 Ma (Ordovicien inférieur) ; datation à rapprocher de celle des amphibolites et leptynites de l'unité de la Garde-Freinet (fenêtre tectonique affleurant sous les gneiss et micaschistes de l'unité de Bormes) ;
- les orthogneiss (anciens granites métamorphisés) de l'unité de Bormes sont datés de 560-600 Ma (fin du Protérozoïque). Cette unité de Bormes semble correspondre à un ancien socle protérozoïque repris dans l'orogenèse hercynienne.

### Tectonique

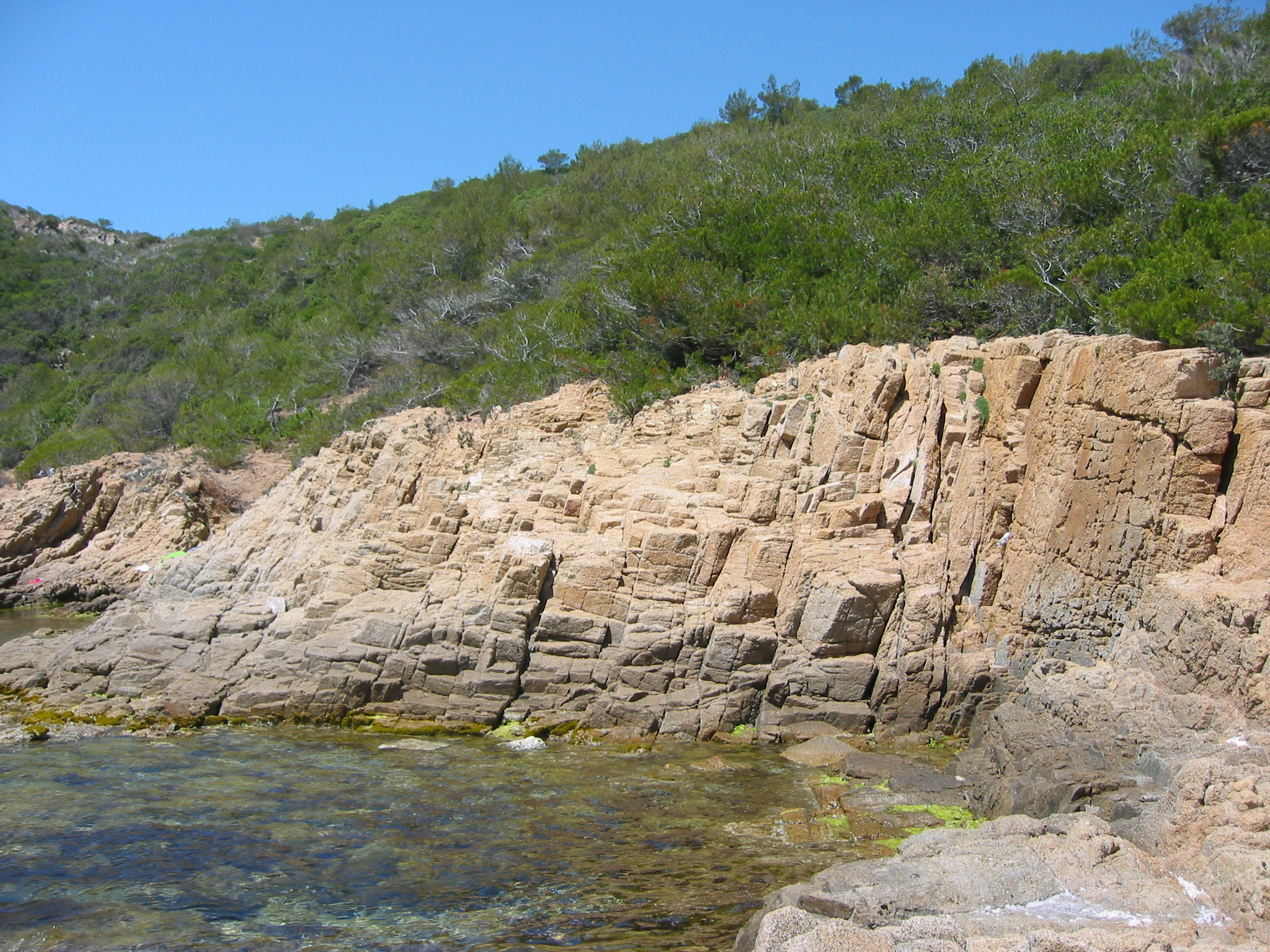

L'histoire tectonique du massif est mouvementée et compliquée.
Certains granites du massif (granite de Barral) et les gneiss de l'unité de Bormes sont datés entre 600 et 500 Ma (fin du Protérozoïque). Ils semblent correspondre à un ancien socle protérozoïque repris dans l'orogenèse hercynienne.
Au Cambrien commence une période de distension qui va durer jusqu'au Silurien. Après une période de rifting engendrant failles et volcanisme, des sédiments se déposent en milieu marin, dépôts dont témoignent les graptolites trouvés au Fenouillet (430 Ma). Enfouis à grande profondeur, ces sédiments sont métamorphisés.
L'orogenèse hercynienne débute au Dévonien et s'achève au Permien (de 410 à 260 Ma). Les sédiments métamorphisés sont plissés. Les granites du Tanneron et de Plan-de-la-Tour se mettent en place vers 325 Ma. Au Carbonifère supérieur se succèdent plusieurs phases de compression, de direction N-S, puis NO-SE, enfin E-O. Au Stéphanien inférieur (entre 305 et 295 Ma), le long de la faille N-S de Grimaud-Pennafort, se met en place le bassin houiller de Plan-de-la-Tour, bassin de type pull-apart. Le massif doit à l'orogenèse hercynienne sa succession d'antiformes et de synformes de direction SSO-NNE, aux axes plongeant vers le N-E, et déversées vers l'est, puis ses grandes structures E-O et N-S. Les produits de l'érosion de la chaîne hercynienne s'accumulent, sur plus de 2 000 mètres, dans la dépression permienne.
Au Permien s'amorce une phase de distension, de direction initiale NNE-SSO, à laquelle prélude une période d'intense activité volcanique (formation du massif de l'Esterel). Au Permo-Trias, des décrochements senestres découpent le massif en plusieurs chaînons est-ouest. À partir du Trias, la mer envahit la zone. Les Maures disparaissent sous 200 m d'évaporites. Le massif n'a pas conservé sa couverture sédimentaire (sauf dans le Tanneron, au nord-est). Pendant cette longue période, qui va du Trias à la fin du Mésozoïque, ont lieu des phases d'extension, d'abord de direction NO-SE (ouverture téthysienne, au Jurassique moyen), puis N-S (ouverture atlantique).
Au début du Cénozoïque (Éocène inférieur, vers 50 Ma), commence une phase de compression S-N (pyrénéo-provençale) à l'origine d'une succession de plis synclinaux et anticlinaux. Les Maures et le Tanneron émergent. Des mouvements paroxysmaux entraînent le décollement de la couverture sédimentaire mésozoïque qui migre vers le nord. La partie ouest des Maures est débitée en écailles déversées vers le nord.
À l'Éocène moyen, la collision N-S de l'Ibérie édifie la chaîne pyrénéo-provençale qui, s'étendant vers l'est jusqu'à la région de Monaco, intègre les Maures.
À la fin de l'Éocène (Priabonien, 35 Ma), débute une nouvelle période d'extension liée à l'orogenèse alpine, de direction NO-SE, puis E-O : elle correspond à l'ouverture de l'océan provençal. Cette ouverture océanique fait basculer le socle, d'une part vers la vallée du Rhône, d'autre part vers l'océan en formation. L'ensemble Corse-Sardaigne se sépare de la chaîne et entame une rotation anti-horaire qui s'achève au début du Miocène (Burdigalien, 18 Ma). Dans les Maures, qui se soulèvent à l'Oligocène supérieur, se met en place, à la même période, une succession d'anticlinaux et de synclinaux orientés OSO-ENE.
À la fin du Miocène (7-6 Ma) et au Pliocène, une nouvelle phase de compression, d'origine alpine cette fois, et de direction N-S, se produit. L'effondrement vers l'ouest et le sud du vieux massif cristallophyllien pyrénéo-provençal s'accompagne du soulèvement du massif des Maures, qui acquiert sensiblement sa configuration actuelle.

## Le milieu naturel
Il faut distinguer deux zones principales et relativement contrastées : la zone intérieure, la plus vaste, la plus haute, la plus accidentée et la moins peuplée, et la zone littorale, tantôt réduite à une étroite frange côtière accidentée, tantôt s'élargissant en plaines alluvionnaires (région de La Londe-les-Maures, plaine de la Giscle, entre Cogolin et Sainte-Maxime).

### La zone intérieure

#### Le couvert forestier

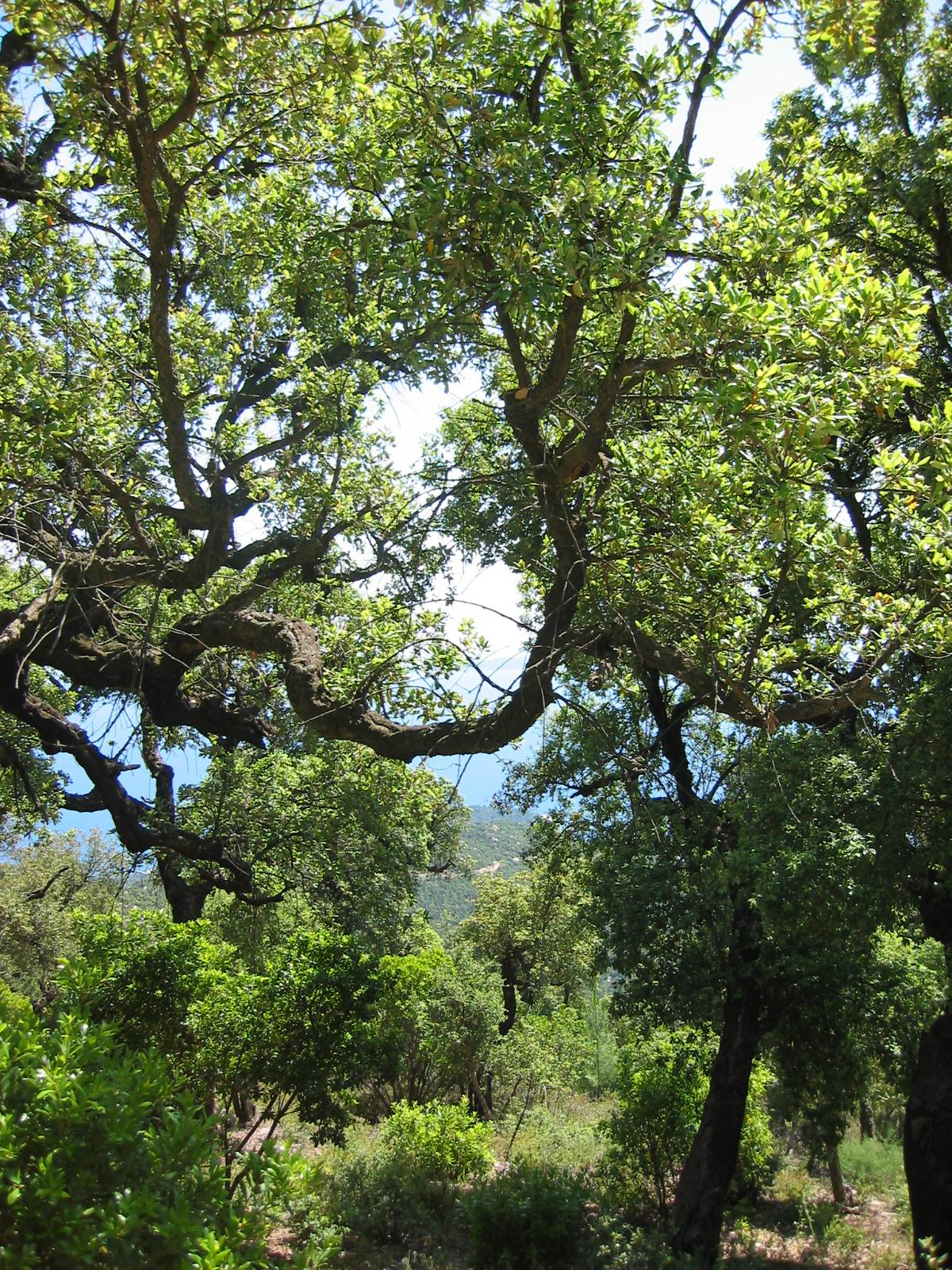
Des chênes-lièges

Les Maures intérieurs restent, malgré les incendies catastrophiques des dernières décennies, une zone forestière densément boisée. L'arbre-roi des Maures, quasi emblématique, l'arbre providence aussi, celui sur les branches noircies duquel on voit repousser des bouquets de jeunes tiges, dès le printemps qui suit l'incendie de l'été précédent, c'est le chêne-liège (Quercus suber), que son écorce épaisse protège du feu, l'arbre au tronc rouge sang, quand cette écorce a été fraîchement récoltée (le « démasclage »). Si, en bien des endroits, la forêt des Petits Maures semble avoir déjà pansé ses plaies, comme entre Roquebrune-sur-Argens et le col de Gratteloup, c'est au chêne-liège qu'elle le doit largement. Le promeneur qui emprunte certaines pistes (au sud de la départementale 75 notamment) a l'occasion d'admirer des spécimens pluricentenaires au tronc énorme, à la ramure tourmentée. Mais on rencontre aussi fréquemment, en remontant les pentes et vers les crêtes, le chêne vert (Quercus ilex), arbre noble au feuillage dense et sombre, au port moins tourmenté que celui du chêne-liège. Le chêne pubescent (Quercus pubescens) se mêle souvent à ces deux espèces.
À l'aise sur les roches siliceuses des Maures — et souvent associé au chêne-liège — est le châtaignier, une des bases de l'économie rurale traditionnelle. Les plus anciens furent plantés il y a plusieurs siècles, en vergers, de préférence sur les pentes septentrionales (ubac), dans les vallons plus humides. Beaucoup de ces vergers sont aujourd'hui à l'abandon, mais là où les châtaigneraies sont entretenues, comme aux abords de Gonfaron, des Mayons, de Collobrières ou de La Garde-Freinet, elles forment de magnifiques ensembles, comparables aux châtaigneraies cévenoles par exemple.
Les Maures comptent aussi — souvent à proximité des crêtes — des pinèdes remarquables (pin d'Alep et pin maritime), malheureusement plus vulnérables à l'incendie qui y laisse durablement ses stigmates.
Mentionnons encore, au terme de cet aperçu sommaire, deux arbustes au feuillage persistant et bien luisant à la lumière : l'arbousier, aux fruits savoureux, et le houx qui, dans certains ubacs, atteint les proportions d'un bel arbre.

#### La flore

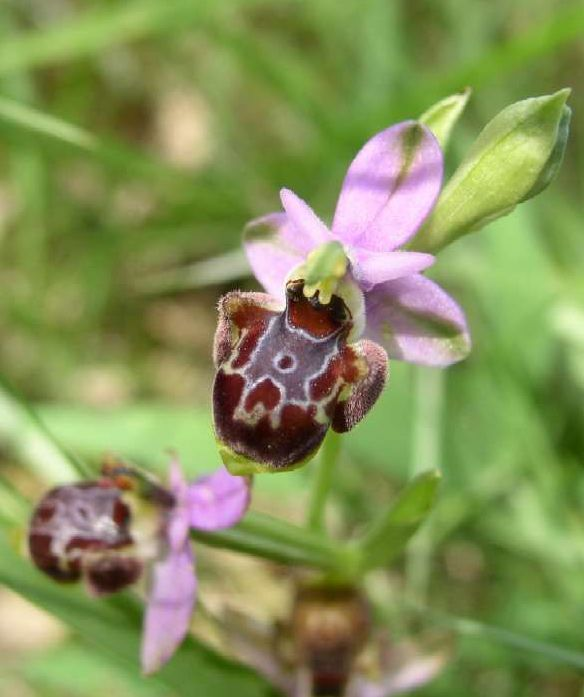
Orchidée sauvage, au pied du massif des Maures (Ophrys holoserica × scolopax)

Elle est tout à fait remarquable par sa variété (les espèces ne sont pas les mêmes sous les châtaigneraies, les suberaies (chênes-lièges), dans les zones rocheuses etc.) et par le nombre d'espèces rares et protégées (plus de trente).
D'avril à juin, dans tous les secteurs des Maures, la promenade est un enchantement. Quelques espèces, parmi les moins rares : le genêt éclatant et odorant, la célèbre lavande des Maures (Lavandula stoechas), très différente de sa cousine du Haut-Var, l'immortelle, au parfum d'encaustique, l'asphodèle (Asphodelus cerasiferus), le narcisse, au parfum entêtant dans les vallons ombreux, les cistes, aux fleurs délicates roses ou blanches. À la fin de l'été, les bruyères égaient de leurs teintes mauves les schistes bruns des crêtes.

#### La faune sauvage

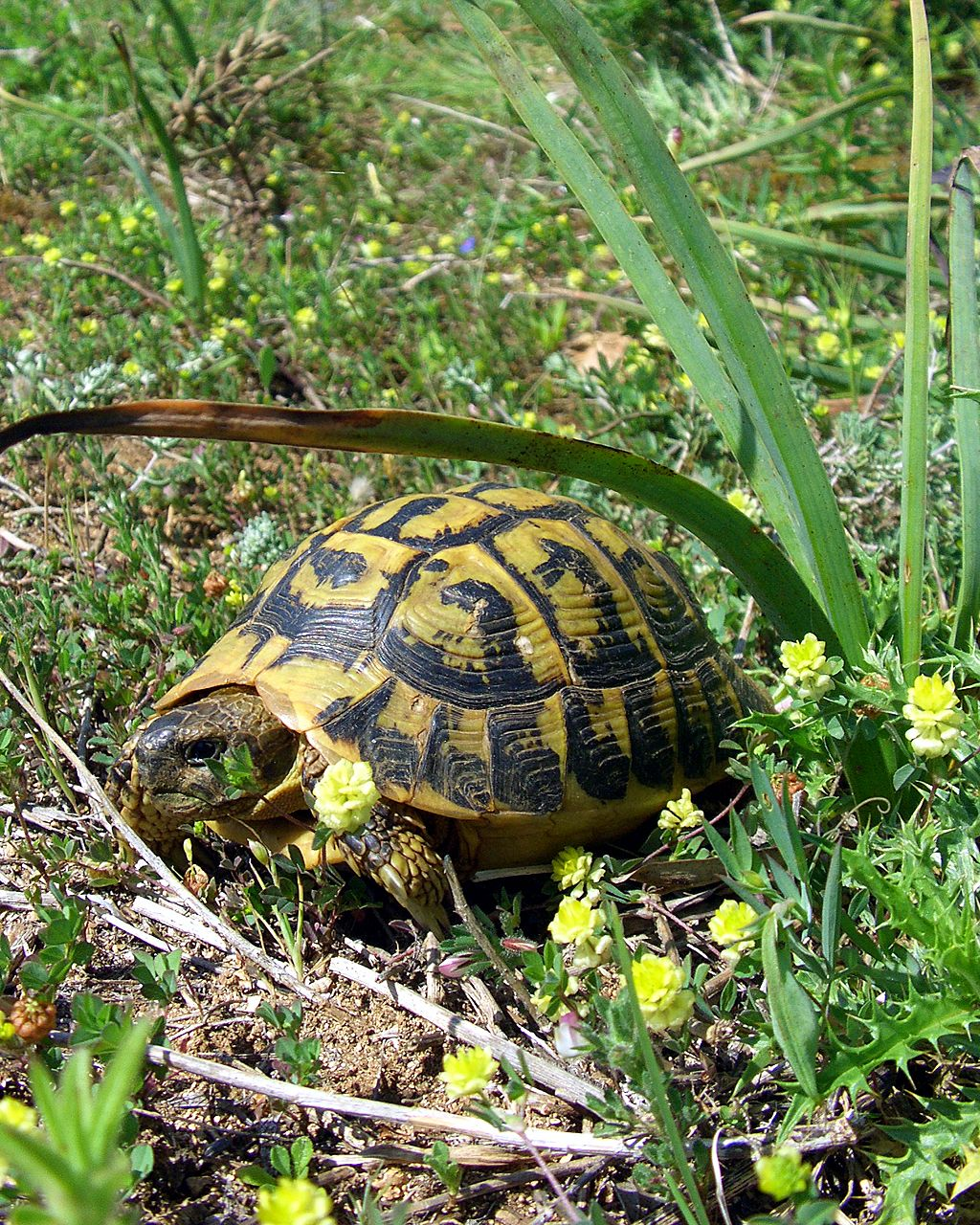
Une Tortue d'Hermann

Le sanglier est le mammifère le plus rencontré. On le chasse activement, en battues, de septembre à janvier. Il vit en hardes, souvent d'une bonne dizaine d'individus, dans les fourrés profonds, dont il retourne l'humus, en quête de glands et de racines. D'autres espèces, bien présentes, sont plus difficiles à voir : blaireaux, martres, genettes, écureuils, parfois un lièvre, sans oublier plusieurs espèces de chauves-souris.
Plus l'été approche, plus on a de chances de rencontrer quelque beau reptile. La plupart sont des espèces protégées, comme la célèbre tortue d'Hermann, espèce forestière (qu'il ne faut absolument pas emporter dans son jardin, sous prétexte qu'elle est incapable de vous en empêcher !), comme l'orvet, comme les magnifiques lézards (lézard vert et lézard ocellé) dont les populations ont beaucoup diminué ces dernières années, comme plusieurs espèces de couleuvres (couleuvre d'Esculape, vert d'eau, couleuvre vipérine, rose comme la terre qui la porte, rare et sombre coronelle girondine). On les croise sur le chemin, aussi immobiles qu'un bâton, car, en terrain découvert, le danger vient d'en haut, où rôdent les rapaces, eux aussi protégés, rapaces diurnes comme le magnifique circaète Jean-le-Blanc, rapaces nocturnes comme la chouette chevêche, la chouette hulotte ou le hibou grand-duc dont le cri mélancolique accompagne au soir le randonneur qui redescend des crêtes.

### La zone littorale

#### Diversité des sites

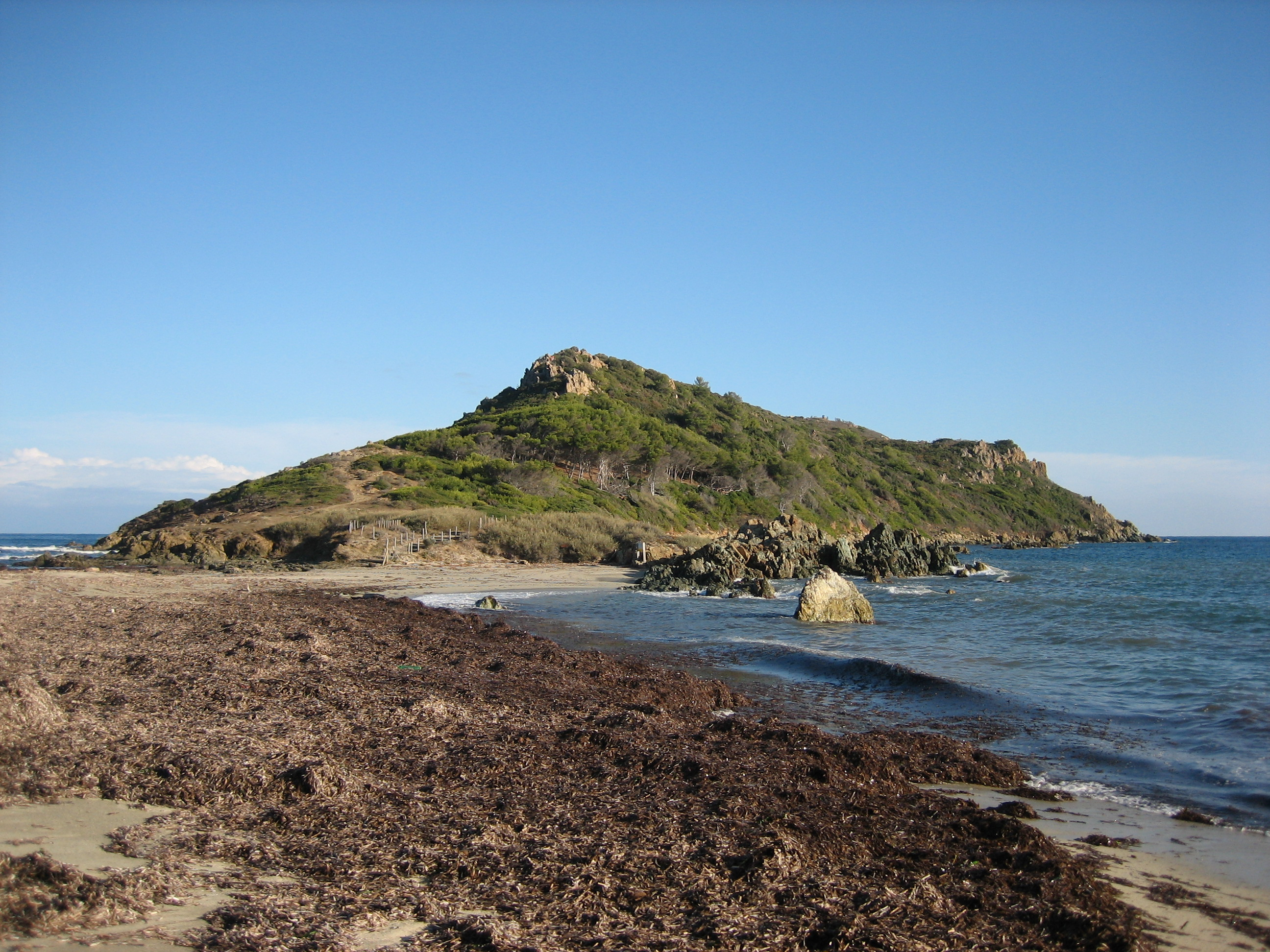
Cap Taillat

De la presqu'île de Giens jusqu'à Saint-Aygulf, la zone littorale offre une grande diversité de sites bien distincts, délimités par les reliefs : presqu'île de Giens, rocheuse, reliée au continent par un double cordon dunaire enserrant l'étang des Pesquiers (anciens marais salants) ; plaine littorale d'Hyères / La Londe-les-Maures avec ses marais salants (Salins d'Hyères) ; zone rocheuse du cap Bénat, culminant à 204 mètres ; corniche des Maures, très découpée, du port de Bormes à Cavalaire-sur-Mer ; zone basse de la baie de Cavalaire bordée de plages de sable ; ensemble plus rocheux et plus élevé des caps Lardier, Taillat et Camarat, entaillé de plages et de criques ; longue plage de Pampelonne bordée de dunes ; profond golfe de Saint-Tropez ; puis à nouveau côte rocheuse découpée de Sainte-Maxime à Saint-Aygulf.

#### Arbres et plantes
À proximité de la mer apparaissent des essences que leur sensibilité au gel éloigne de l'intérieur du massif : mimosas, tamaris, palmiers, laurier-rose. Des chênes-lièges toujours, associés aux chênes pubescents, jouxtent des bois de pins-parasols, comme dans la presqu'île de Saint-Tropez.
Sur le littoral rocheux (caps Bénat, Lardier et Taillat, îles d'Hyères) poussent des plantes arbustives semi-halophiles (résistant au sel des embruns) comme la barbe de Jupiter (Anthyllis barba-jovis) et le palmier nain (Chamaerops humilis). Les îles d'Hyères ont conservé une flore proche de celle de la Corse (souvenir du temps où l'île de Beauté était solidaire du continent) et des espèces devenues très rares sur le continent.
Les cordons dunaires sont propices au lis maritime, au liseron soldanelle, à l'oyat, au panicaut maritime (que le Conservatoire du littoral a choisi pour son logo).
Les zones humides d'eau douce (Gapeau) voient pousser les tamaris, se développer les roselières, et abritent le gattilier, plante autrefois fréquente mais devenue rare à cause de l'urbanisation.
Les zones humides salines (anciens marais salants) conservent aussi des plantes rares, comme l'Ophrys bombyx et l'euphorbe de Terracine.

#### La faune
L'ensemble des sites littoraux accueille de nombreuses espèces d'oiseaux nicheurs, hivernants ou migrateurs. Beaucoup de ces espèces sont rares ou menacées.
Martinets, choucas et autres espèces nichent dans les falaises rocheuses hantées par le faucon pèlerin mais surtout par le goéland leucophée dont les effectifs sont en pleine expansion (ce qui n'est pas sans poser des problèmes d'environnement). Les îles d'Hyères abritent des colonies d'oiseaux migrateurs qui s'y reproduisent, comme le puffin cendré, espèce menacée par des prédateurs introduits par l'homme, comme les chats harets (ex-chats domestiques redevenus sauvages).
Les zones humides sont des sites de passage ou de nidification pour de nombreuses espèces : mouette rieuse, busard des roseaux, butor étoilé dans les zones humides; flamant rose, sterne, chevalier gambette, avocette élégante, échasse blanche dans les zones salines.
Enfin les dunes abritent des espèces rares d'insectes, comme la scolie à front jaune, et un petit lézard méditerranéen, le psammodrome d'Edwards.

### Les espaces protégés
L'expansion touristique, l'urbanisation, la surfréquentation estivale mettent en danger des paysages et des écosystèmes souvent fragiles, en particulier dans la zone littorale. L'État, les collectivités locales, des associations, des particuliers, interviennent pour remédier aux dégâts et préserver l'avenir.
- L’Office national des forêts (ONF) gère la Forêt domaniale des Maures. Elle occupe une grande partie de la forêt des Maures intérieurs, qui s’étend sur 80 km2 environ.
- Le Conservatoire du littoral, créé en 1975, a réalisé une série d'acquisitions en zone littorale : dans la zone de la Colle Noire-Cap Garonne (168 ha) la zone forestière de la presqu'île de Giens, les Salins des Pesquiers (550 ha), les Vieux Salins d'Hyères (350 ha), la Corniche des Maures (111 ha), le Cap Lardier (300 ha), le Cap Taillat (80 ha), le Cap Camarat (49 ha) et les Petites Maures- Vallon de la Gaillarde (702 ha).
- Le parc national de Port-Cros, créé en 1963, occupe 700 ha de terres émergées (îles de Port-Cros et de Bagaud, îlots de la Gabinière et de Rascas). Il gère aussi les espaces acquis par le Conservatoire du Littoral dans l'île de Porquerolles (1 000 ha), la presqu'île de Giens et les Salins d'Hyères.
- Le Conservatoire d’espaces naturels de Provence-Alpes-Côte d’Azur a acquis en 1999 avec WWF une partie du vallon de Saint-Daumas (97 ha passé à 170 ha, protégés dans le cadre de la réserve naturelle nationale de la plaine des Maures. Des études, en partenariat avec des scientifiques visent à accroître la connaissance (biodiversité, histoire, gestion) et développer une gestion restauratoire du site[16], sur la bordure nord du massif. Il gère aussi le territoire acquis par le Conservatoire du Littoral au Cap Taillat.
- Les communes sur lesquelles s'étendent ces espaces protégés en sont généralement cogestionnaires.
- Le Conservatoire botanique national méditerranéen de Porquerolles intervient aussi sur ces sites.

Le massif des Maures abrite la réserve naturelle nationale de la Plaine des Maures.

### Un massif sensible aux incendies de forêt

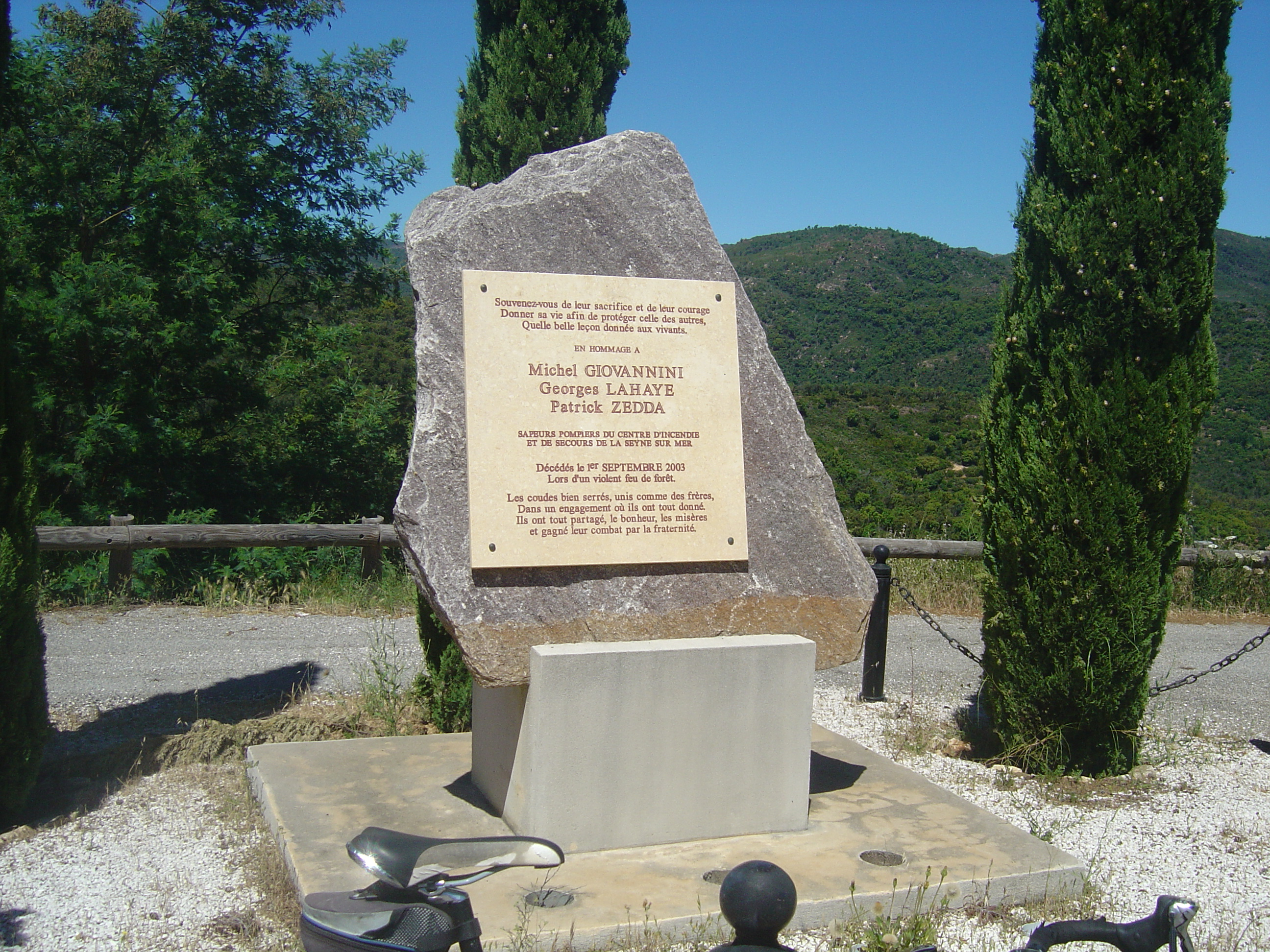
Stèle en l'honneur de pompiers décédés en 2003

Pour des raisons géoclimatiques, ce massif est vulnérable au feu. Déjà en 1271, l'un d'entre eux ravagea la chartreuse de la Verne. En 1990, 10 000 hectares ont brûlé autour de Collobrières. Mais, dans le contexte du réchauffement climatique le risque augmente : en 2003 la lutte contre les feux de forêt a été la plus âpre dans le massif ; du 17 au 28 juillet 2003, 17 000 hectares y ont été ravagés, en raison de la canicule de 2003 et de pyromanes (des arrestations ont eu lieu). On compta dix morts dont trois pompiers. Des campings durent être évacués et des maisons défendues par arrosage dont près de Sainte-Maxime. Le 1er septembre 2003, sur la route entre Cogolin et le col de Taillude (411 m), un nouvel incendie de forêt se déclencha. Trois pompiers et leur camion furent encerclés par les flammes, et n’y survécurent pas.
Le 16 août 2021 un feu nait sur une aire de repos d'autoroute, près de Gonfaron ; attisé par un fort mistral, brûlent en 24 heures plus de 5 000 ha en direction de Cogolin. 900 pompiers ont été mobilisés et des milliers de personnes évacuées. Au 20 août 2021, l'incendie avait ravagé 8 000 ha (l'équivalent des trois quarts de la surface de Paris) faisant deux victimes. L’intensité de ce feu a été exceptionnelle, note Mélanie Rochoux, experte en modélisations environnementales chercheuse au Centre européen de recherche et de formation avancée en calcul scientifique (CERFACS). Il faut environ 25 ans pour qu'un massif forestier se restaure, or, note Jean-Louis Pestour (ONF), ici des feux important se sont succédé à environ 10 ans d'intervalle et ils ont touché la Réserve naturelle nationale de la plaine des Maures, en affectant notamment la Tortue d'Hermann.

## L'activité économique
On observe à nouveau un fort contraste entre l'intérieur et la zone littorale. Dans les Maures intérieurs, beaucoup moins peuplés, l'activité économique est réduite. Elle est au contraire intense dans la zone littorale.

### L'agriculture
Les Maures intérieurs furent autrefois beaucoup plus peuplés. En témoignent les nombreuses ruines, noyées dans la forêt, d'anciennes fermes et bâtiments agricoles. Aujourd'hui, à l'intérieur du massif, les activités agro-pastorales traditionnelles sont une survivance. Quelques exploitations subsistent, ici et là.
De belles châtaigneraies sont encore entretenues et exploitées, notamment sur le territoire des communes de Collobrières, La Garde-Freinet, Gonfaron, les Mayons. Les produits dérivés de la châtaigne (crème de marrons etc.) sont élaborés dans diverses entreprises artisanales du secteur. À l'automne, de sympathiques fêtes de la châtaigne, très courues, sont organisées à Collobrières, à La Garde-Freinet, aux Mayons...

### Les ressources de la forêt

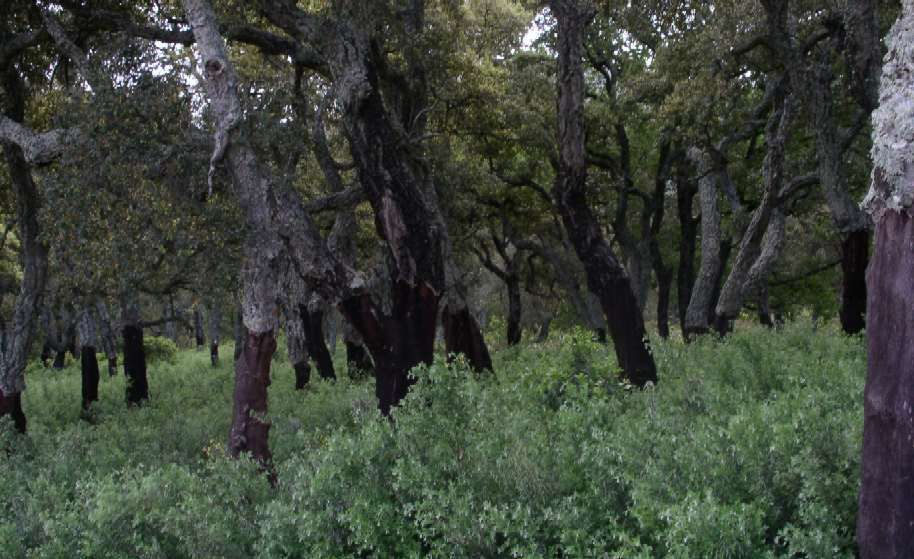
Chênes-lièges anciennement démasclés (massif des Maures)

La récolte du liège (matériau) n'est plus qu'une survivance, du fait de la concurrence d'autres pays méditerranéens et de celle du bouchon plastique.
L'exploitation du bois est pénalisée par les difficultés du relief mais aussi par le morcellement des propriétés. Cette activité est, actuellement, globalement peu rentable. Le bois exploité est utilisé essentiellement par les papeteries, françaises et italiennes. Cependant, l'Association des communes forestières du Var et le SIVoM Pays-des-Maures ont créé en 2005 un espace « bois énergie » à La Môle. Le bois y est broyé en plaquettes destinées au chauffage individuel ou collectif par chaudières à bois. Du fait du coût grandissant des sources d'énergie fossiles, cette activité est appelée à se développer.

### La viticulture

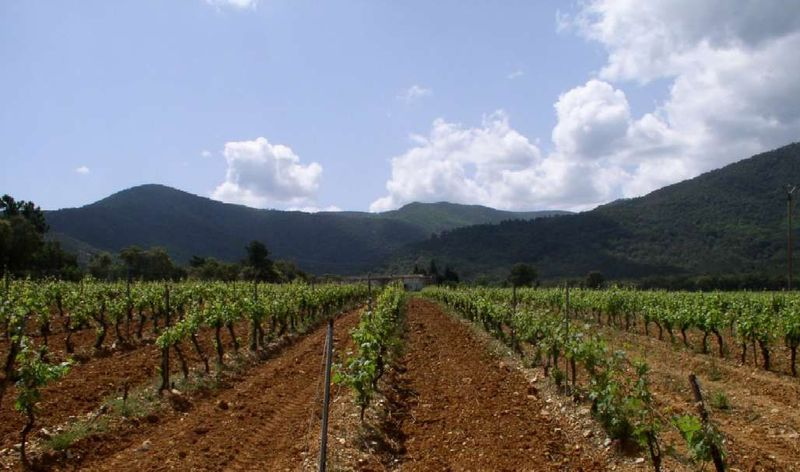
Vignoble aux abords du massif des Maures.

Cette activité économique est d'une importance majeure dans la région. La vigne est présente sur le territoire de presque toutes les communes du massif (surtout dans la zone littorale) ou avoisinant le massif (dépression permienne).
Toutes les communes ou presque possèdent leur cave-coopérative. Les caves-coopératives et les domaines, souvent renommés, commercialisent les vins (rouges, rosés, blancs) en Appellation d'origine contrôlée (AOC Côtes de Provence) ou en vins de pays.

### L'activité industrielle
La région a perdu ces dernières décennies une bonne part de ses activités industrielles.
C'est le cas, en particulier, des exploitations minières.
Comme tous les massifs hercyniens, le massif des Maures est riche en minerais exploitables. Certaines mines y furent exploitées au moins dès l'époque gallo-romaine. Aucune n'est actuellement en exploitation. La plupart de ces mines se trouvent à la périphérie du massif, en général au bas des pentes, au contact des terrains métamorphiques et des terrains permiens.
Principaux minerais et sites d'exploitation :
- houille : bassins de Plan-de-la-Tour et du Reyran (contact Tanneron-Esterel)
- fluorine (spath-fluor) : mines de Fontsante (massif du Tanneron), du Pic-Martin, de Camp Long, de Cogolin
- barytine (baryte) : mine du Pic-Martin
- plomb/zinc/argent : mines des Bormettes, de la Riaille (La Londe-les-Maures), de Saint-Daumas
- antimoine : mine des Borrels (la Londe-les-Maures)
- fer : mine des Rascas (Les Mayons)
- chrome : gisement de Cavalaire
- cuivre : mine de Cap Garonne (Carqueiranne-Le Pradet). Cette mine est mondialement célèbre pour les nombreux minéraux rares et d'une exceptionnelle beauté qui y furent trouvés. C'est aujourd'hui un musée.

### Les activités liées au développement touristique
C'est de loin le secteur économique le plus développé et celui qui crée le plus d'emplois, surtout en zone littorale : entreprises du bâtiment et des travaux publics, hôtellerie, commerce, services.

## Culture
De très nombreuses œuvres ont pour sujet le massif des Maures ou en font leur cadre.

### Littérature
- Divagation sentimentale dans les Maures, 1979, livre d'art : texte de Serge Rezvani, photographies de Hans Silvester.

« L’usure leur donne des airs de vieille tempête, de volcans décapités, de soie jetée en plis longs et mystérieux… il existe peu de montagnes si molles, si adoucies à la fois par l’érosion et par l’extravagante fourrure spongieuse qui les recouvre. Il suffit de s’enfoncer dans le dédale des collines pour éprouver aussitôt sensuellement leur magie. Tout y est mystérieux, flou, presque aquatique. Les sous-bois s’enchevêtrent d’une telle diversité d’espèces végétales qu’on a l’impression d’avancer dans un désordre pensé comme une œuvre d’art. »

— Serge Rezvani
- Maurin des Maures, 1908, roman de Jean Aicard. Son héros éponyme est un braconnier aventurier truculent et sympathique qui tient la dragée haute aux gendarmes dans le massif. Plusieurs adaptations en ont été tirées : film, théâtre, télévision, BD.
- Les Javanais, 1939, Jean Malaquais (prix Renaudot) : sur les ouvriers d'une mine d’une commune non nommée, mais dans laquelle il est facile de reconnaître La Londe-les-Maures.

### Peinture

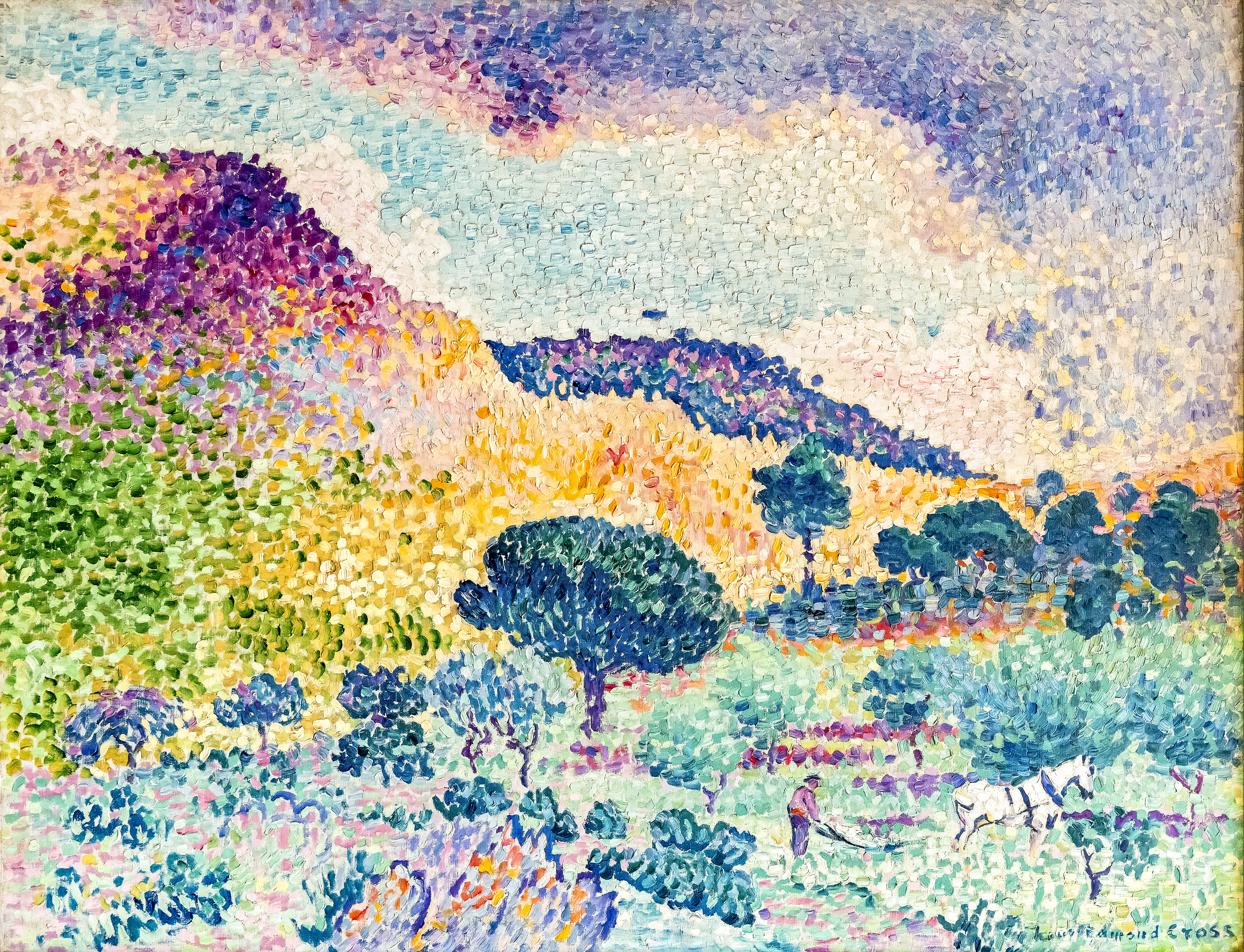
La Chaîne des Maures, Henri-Edmond Cross.

- La Chaîne des Maures, Henri-Edmond Cross, vers 1906, Fondation Bemberg (Toulouse).
- Paysage des maures du côté du Plan de la Tour, 1950, Charles Camoin, collection privée.
- Vue du massif des Maures, Joseph Milon, 1922, collection privée.